# Забашта, Андрей Григорьевич
Андрей Григорьевич Забашта — инженер-технолог в области мясной промышленности, специальность: технология мяса и мясных продуктов. Профессор, Почётный работник высшего профессионального образования РФ.
Окончил Московский технологический институт мясной и молочной промышленности (1973) и аспирантуру ВНИИ мясной промышленности им. В.М. Горбатова (1978). Работал во ВНИИ мясной промышленности (с 1978 в Московском технологическом институте мясной и молочной промышленности): старший научный сотрудник,ассистент кафедры, доцент, профессор.
Научные интересы: способы разделки и посол мяса, производство консервов и других мясных пищевых продуктов.
Кандидат технических наук (1978). Профессор (2003). Изобретатель СССР, Лауреат премии высшей школы в области науки (1986 год,Почётный работник высшего профессионального образования РФ.
Автор и соавтор монографий, учебников и учебных пособий, справочников:
- Справочник по производству фаршированных и вареных колбас, сарделек, сосисок и мясных хлебов : справочное издание / А. Г. Забашта, И. А. Подвойская, М. В. Молочников. — Москва : Франтера, 2001. — 702 с. : табл. — ISBN 5-94009-002-8 :
- Производство мясных полуфабрикатов : монография / И. А. Рогов, А. Г. Забашта, Р. М. Ибрагимов, Л. К. Забашта]. — Москва : Колос-пресс, 2001. — 335 с. : ил. — Авт. указаны на об. тит. л. — Библиогр.: с. 333. — 2000 экз. — ISBN 5-901705-07-6 :
- Производство замороженных полуфабрикатов в тесте : справочник / А. Г. Забашта. — Москва : КолосС, 2006. — 551 с. : ил. ; 21 см. — 2000 экз. — ISBN 5-9532-0204-0 (в пер.)
- Судебная ветеринарно-санитарная экспертиза : [учеб. по направлению 110500 «Ветеринар.-санитар. экспертиза»] / А. А. Кунаков, И. Г. Серёгин, Г. А. Таланов, А. Г. Забашта; под ред. А. А. Кунакова. — Москва : КолосС, 2007. — 399, [1] с. : ил. ; 22 см. — (Учебники и учебные пособия для студентов высших учебных заведений). — Библиогр.: с. 395—398. — 1500 экз. — ISBN 978-5-9532-0355-5 (в пер.) :
- Технология мяса и мясных продуктов : [учеб. по направлению 655900 «Технология сырья и продуктов живот. происхождения» и специальности 260301 «Технология мяса и мясных продуктов»: в 2 т.] / И. А. Рогов, А. Г. Забашта, Г. П. Казюлин. — Москва : КолосС. — (Учебники и учебные пособия для студентов высших учебных заведений). — ISBN 978-5-9532-0538-2 (в пер.). Кн. 1 : Общая технология мяса. — 2009. — 564, [1] с. : диагр. — Библиогр.: с. 559—560. — Предм. указ.: с. 561—565. — 10000 экз. — ISBN 978-5-9532-0643-3 : Кн. 2 : Технология мясных продуктов. — 2009. — 710, [1] с. : ил. — Библиогр.: с. 702—703. — Предм. указ.: с. 704—711. — 10000 экз. — ISBN 978-5-9532-0644-0 :
- Технология мяса и мясных продуктов : [учеб. по направлению 655900 «Технология сырья и продуктов живот. происхождения» и специальности 260301 «Технология мяса и мясных продуктов» : в 2 кн.] / И. А. Рогов, А. Г. Забашта, Г. П. Казюлин. — Москва : КолосС, 2009- .
- Разделка мяса / А. Г. Забашта [и др. ; редактор Т. С. Молочаева]. — Москва : КолосС, 2010. — 455 с., [24] л. ил. : ил. ; 26 см. — 10000 экз. — ISBN 978-5-9532-0709-6 (в пер.) :
- Технология мясных и мясосодержащих консервов : [учебное пособие по специальности «Технология мяса и мясных продуктов»] / А. Г. Забашта. — Москва : КолосС, 2012. — 438, [1] с. : ил. ; 25 см. — (Учебники и учебные пособия для студентов высших учебных заведений). — Библиогр.: с. 436—437. — 1000 экз. — ISBN 978-5-9532-0831-4 (в пер.) :